# Polsko na Letních olympijských hrách 1948
Polsko na Letních olympijských hrách 1948 v Londýně reprezentovalo 37 sportovců, z toho 30 mužů a 7 žen. Nejmladší účastník byl Janusz Kasperczak (20 let, 314 dní), nejstarší pak Teodor Zaczyk (48 let, 115 dnů). Reprezentanti vybojovali 2 medaile, z toho 1 zlatou a 1 bronzovou.

## Medailisté
| Medaile | Jméno             | Sport | Disciplína                |
| ------- | ----------------- | ----- | ------------------------- |
| Bronz   | Aleksy Antkiewicz | box   | muži pérová váha do 58 kg |